# Cryptus laterimacula
Cryptus laterimacula là một loài tò vò trong họ Ichneumonidae.